# Quintanapalla
Quintanapalla település Spanyolországban, Burgos tartományban. Quintanapalla Hurones, Valle de las Navas, Monasterio de Rodilla, Fresno de Rodilla, Atapuerca és Rubena községekkel határos. Lakosainak száma 120 fő (2024).

## Népesség
A település népessége az utóbbi években az alábbiak szerint változott:
| Lakosok száma | 120  | 116  | 129  | 125  | 109  | 111  | 105  | 112  | 117  | 120  |
|               | 2001 | 2004 | 2006 | 2009 | 2011 | 2014 | 2016 | 2019 | 2021 | 2024 |